# Arctosippa
Arctosippa is een geslacht van spinnen uit de familie wolfspinnen (Lycosidae).

## Soorten
De volgende soorten zijn bij het geslacht ingedeeld:
- Arctosippa gracilis (Keyserling, 1881)